# Návrh na vystoupení Česka z Evropské unie
Návrh na vystoupení Česka z Evropské unie (zkráceně czexit či Czexit, výslovnost čegzit či čekzit) je záměr propagovaný některými českými politickými stranami.
Dne 17. června 2015 proběhlo v Poslanecké sněmovně Parlamentu ČR hlasování, v rámci kterého požadovalo vypsaní referenda o vystoupení České republiky z Evropské unie 11 poslanců.

## Stanovisko Poslanecké sněmovny 2016
V únoru 2016 hovořili o vystoupení Česka z EU představitelé strany Svoboda a přímá demokracie, kriticky se k Evropské unii vyjadřoval Úsvit a Blok proti islámu. O vypsaní referenda, které by případně rozhodlo o ukončení členství České republiky v Evropské unii, v této době uvažovala strana Svobodných. Poslanecká sněmovna ale v květnu odmítla 31 hlasy poslanců ČSSD, 31 z ANO, 20 z TOP 09 a 10 z KDU-ČSL snahu poslanců Úsvitu zařadit debatu o návrhu referenda na vystoupení z EU na program svého jednání. Pro zařazení projednávání referenda bylo 29 komunistů a 12 zákonodárců z ODS. V této souvislosti prohlásil předseda poslaneckého klubu ANO Jaroslav Faltýnek, že „on i celé ANO jsou jasnými zastánci členství v EU.“

## Názory politiků a veřejnosti
Po vyhlášení výsledků referenda o členství Spojeného království v Evropské unii z 23. června 2016 zahájila strana Svobodných kampaň s názvem Nabízíme #czexit. Předseda strany, europoslanec Petr Mach použil pojem czexit také pro kampaň #Brexit hope for #czexit, čehož si všimla i zahraniční média.
Odborník na Evropskou unii profesor Christian Lequesne se 10. června 2016 vyjádřil, že po úspěchu referenda o vystoupení Spojeného království z EU očekává debatu o vystoupení i v Česku, ale nedomnívá se, „že by ji Češi i přes svůj kritický postoj k Evropské unii chtěli opustit.“
Předseda ČSSD Bohuslav Sobotka koncem června 2016 vyjádřil názor, že „Česká republika je i kvůli hospodářským vztahům zemí, jejíž budoucnost je nutné vidět v Unii, nikoli mimo ni.“
Podle studie nevládní organizace GlobSec založené na celostátních průzkumech provedených v roce 2017 by 43,4 % Čechů ve věku 18 - 24 let v případném referendu o vystoupení z EU podpořilo setrvání v EU, vystoupení z EU by podpořilo 24,8 %. Obdobně by volili Češi ve věku 24 - 35 let.
Podle průzkumů CVVM byla v letech 2018–2021 celková důvěra Čechů v Evropskou unií mírně nadpoloviční, podpora členství v EU byla vyšší u mladších věkových kategorií.

## Názory českých ekonomů

### Proti (příklady)
Řada českých ekonomů se vyjadřuje o vystoupení Česka z EU jako o ekonomické sebevraždě či katastrofě století. Hovoří o dopadech jako je odchod investorů, zvýšení nezaměstnanosti či opuštění Schengenského prostoru (tj. zemí, kam směřuje 84 % našeho vývozu).

### Pro (příklad)
Naopak podle ekonomky Markéty Šichtařové nejsou obvykle uváděné důvody proti vystoupení Česka z EU relevantní. Relevantními argumenty podle ní jsou:
- makroekonomické ukazatele
  - výše veřejného dluhu,
  - produktivita práce,
  - orientace na odvětví s vysokou či naopak nízkou přidanou hodnotou,
  - devizový kurz,

ovšem žádný z těchto ukazatelů přímo nesouvisí s členstvím v EU,
- administrativní bariéry obchodu,[13]
- bilaterální dohody,
- součinnost s EU,[13]
- msta EU.[13]

Pokud by v případě Czexitu byla EU pragmatická a nedělala by naschvály, nebylo by podle Šichtařové vystoupení z EU ekonomickým problém. Míra mstivosti je jediný argument, na který není známá odpověď.